# Colonia Agua Azul
Colonia Agua Azul es una localidad del estado mexicano de Chiapas. Es parte del municipio de Tumbalá.

## Demografía
| Gráfica de evolución demográfica |
|                                  |

| Censo | Población |
| ----- | --------- |
| 1990  | 422       |
| 2000  | 696       |
| 2010  | 864       |
| 2020  | 1 027     |